# Sturzkampfgeschwader 167
167-ма ескадра пікіруючих бомбардувальників (нім. Sturzkampfgeschwader 167 (StG 167) — ескадра пікіруючих бомбардувальників Люфтваффе, що існувала у складі повітряних сил вермахту напередодні Другої світової війни.

## Історія
167-ма ескадра пікіруючих бомбардувальників була сформована 1 квітня 1937 року на аеродромі у Любек-Бланкензее. Вона складалася лише з однієї групи, яка була сформована з 162-ї ескадри пікіруючих бомбардувальників й озброєна штурмовиками Heinkel He 70, пізніше Henschel Hs 123. 1 квітня 1938 року група була перейменована на I./ Sturzkampfgeschwader 168.

## Командування

### Командири StG 167
1-ша група (I./StG 167)

## Основні райони базування 167-ї ескадри пікіруючих бомбардувальників

### Основні райони базування I./StG 167
| Час                           | Місто            | Основний літак |
| ----------------------------- | ---------------- | -------------- |
| 1 квітня 1937 — 1 квітня 1938 | Любек-Бланкензее | He 70, Hs 123  |